# Добровољачки одред војводе Вука
Добровољачки одред био је одред Војводе Вука, који је узео учешће у крвавим бојевима на солунском фронту. Већина одреда је изгинула у боју за Грунишки вис (мкд. Груниште), који је био освојен два дана након Вукове погибије. После битке одред је бројао само 450 људи од почетних 2200.
Добровољачки одред војводе Вука је био и последњи четнички одред српске војске. Због погибије команданта и бројчаног осипа Команда српске војске га је расформирала. Добровољачки одред је прошао и битке за Кајмакчалан, Сиву стену, Црну реку.